# Psiche (Rohde)
Psiche, culto delle anime e fede nell'immortalità presso i Greci (Psyche, Seelenkult und Unsterblichkeitsglaube der Griechen) è un saggio di storia delle religioni del filologo tedesco Erwin Rohde, pubblicata in due volumi tra il 1890 e il 1894.

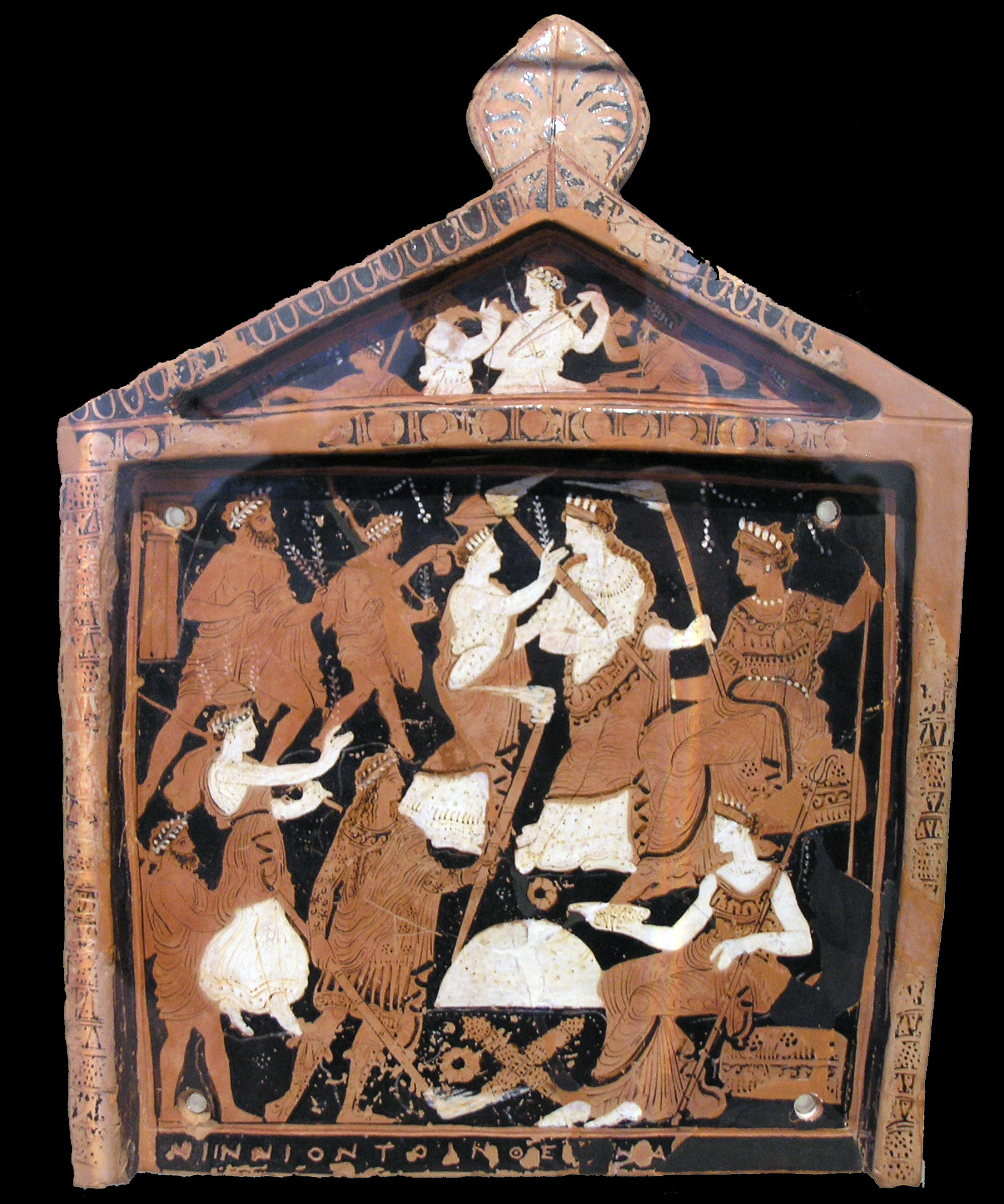
Placca votiva in terracotta rinvenuta nel santuario di Eleusi, risalente al IV secolo a.C. è conservata presso il Museo archeologico nazionale di Atene

## Contenuto
Psiche affronta il problema della religione dei greci e la genesi del culto delle anime, oltre all'evoluzione del pensiero e dei riti, dai tempi omerici fino a quelli del tardo ellenismo. Il filo conduttore nella raccolta e discussione di materiali eterogenei è la nascita del sentimento religioso dell'immortalità dell'anima, legato secondo Rohde alla natura e l'evoluzione dell'estasi nel dionisismo. Il larghissimo utilizzo di fonti (citate a piè di pagina) riguarda materiale letterario, epigrafico, archeologico, interpretato e riletto anche grazie alle categorie antropologiche ed etnografiche di Tylor. Come rileva lo storico della filologia Sandys: 
(J. E. Sandys, A history of classical scolarship, vol. III, Cambridge, 1908, pp. 186-187)
Per Rohde, infatti, la teologia olimpica dei poemi omerici non rappresenta il momento genetico della religione greca, bensì lascia traccia di precedenti forme di culto e devozione verso le potenze ctonie, forze naturali viventi nelle sedi sotterranee, in cui vengono accolte le anime dei defunti. L'episodio da cui nasce questa riflessione sono i poderosi funerali e i giochi funebri allestiti per Patroclo (Iliade, XXIII), visto come «completo e ricco sacrificio [...] incomprensibile, se le anime dopo la loro separazione dal corpo se ne volano subito lontane senza coscienza né forza e non possono quindi nulla godere del sacrificio».
L'opera si propone dunque di analizzare e illustrare come è nato e mutato l'atteggiamento dell'uomo greco verso la morte e i defunti, prendendo le mosse dai panorami ultraterreni raffigurati nei poemi omerici (soprattutto della Nekyia in Odissea, XI e del rapimento nelle "isole dei beati" in IV, 562-565), per poi affrontare il demonismo nel ciclo delle età in Esiodo, le vicende degli «uomini che furono inghiottiti vivi dalla terra e continuano a vivere immortali» come Anfiarao e Trofonio, il culto degli eroi (visti come «spiriti di defunti») come culto degli antenati, le forme di cura dei morti (l'obbligo religioso della sepoltura) e le modalità in cui essi venivano venerati e invocati.

Seguono poi ragguagli sistematici sui misteri eleusini (l'epòpteia e la speranza nell'immortalità), sull'origine e sviluppo del culto tracico di Dioniso, cui si legano innovative riflessioni sui fenomeni psichici ad esso connessi (manìa, trance, orgiasmo, follia coreutica, enthousiasmòs) e sul suo rapporto con Apollo e la mantica apollinea, dell'orfismo e degli influssi nella speculazione filosofica, fino alla dissoluzione del sentimento greco nelle dottrine stoiche ed epicuree, e all'approdo al neoplatonismo.
(E.R. Dodds, I Greci e l'irrazionale, RCS Libri, Milano, 2003, p. 111)

## Edizioni
E. Rohde, Psiche, culto delle anime e fede nell'immortalità presso i Greci, prefazione di S. Givone, Laterza, Roma, 2006, ISBN 978-88-420-7929-3